# Maszyna Wriemieni
Maszyna Wriemieni (ros. Машина времени, „Wehikuł czasu”) – radziecki i rosyjski zespół rockowy. Maszyna Wriemieni obok Akwarium uważana jest za pionierów rocka w Związku Radzieckim.

## Członkowie grupy

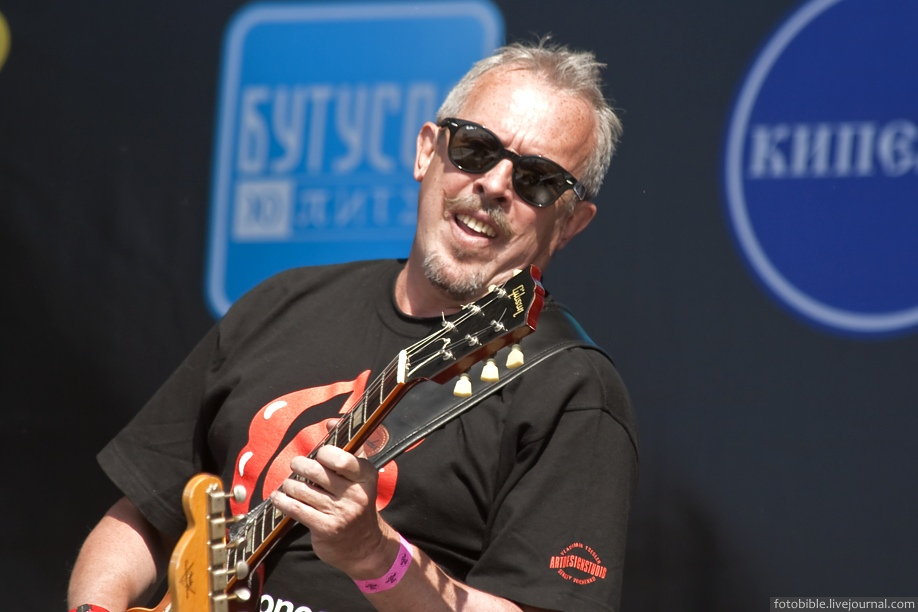
Andriej Makariewicz
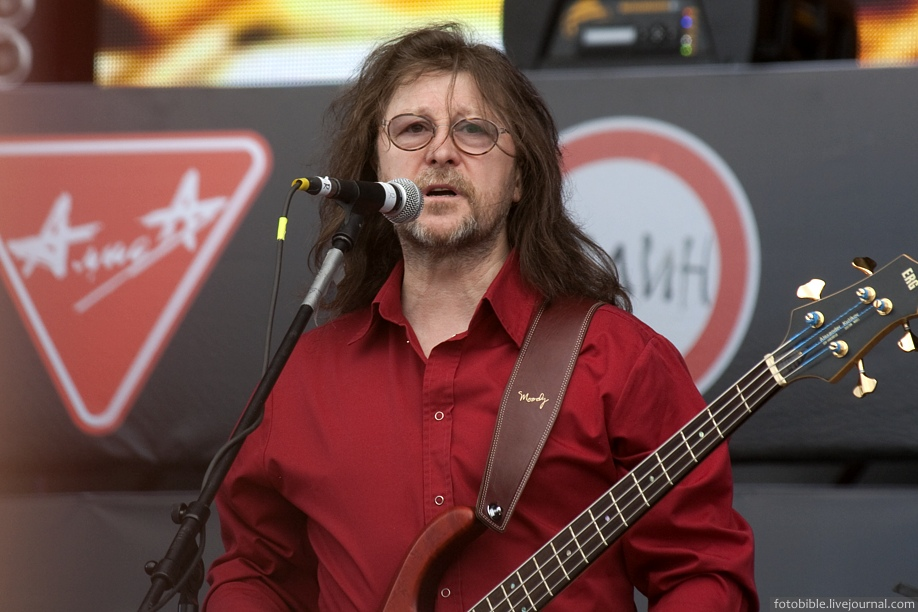
Aleksandr Kutikow
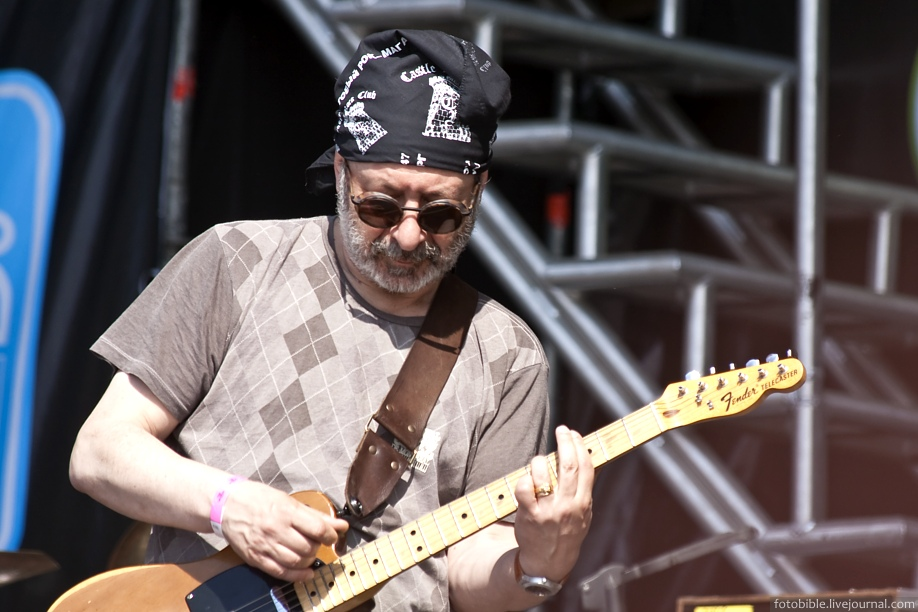
Jewgienij Margulis